# Homonoea samarana
Homonoea samarana là một loài bọ cánh cứng trong họ Cerambycidae.